# Dioscorea fasciculocongesta
Dioscorea fasciculocongesta là một loài thực vật có hoa trong họ Dioscoreaceae. Loài này được (Sosa & B.G.Schub.) O.Téllez mô tả khoa học đầu tiên năm 1997.